# (473098) 2015 HW165
(473098) 2015 HW165 es un asteroide perteneciente al cinturón de asteroides, descubierto el 13 de noviembre de 2007 por el equipo del Mount Lemmon Survey desde el Observatorio del Monte Lemmon, Arizona, Estados Unidos.

## Designación y nombre
Designado provisionalmente como 2015 HW165

## Características orbitales
2015 HW165 está situado a una distancia media del Sol de 3,034 ua, pudiendo alejarse hasta 3,159 ua y acercarse hasta 2,909 ua. Su excentricidad es 0,041 y la inclinación orbital 7,293 grados. Emplea 1931 días en completar una órbita alrededor del Sol.

## Características físicas
La magnitud absoluta de 2015 HW165 es 16,4.